# Список умерших в 780 году

## Февраль
- 6 февраля — Никита I, Архиепископ Константинополя — Нового Рима и Вселенский Патриарх (766—780).

## Сентябрь
- 8 сентября — Лев IV Хазар (30), византийский император (775—780).

## Дата смерти неизвестна или требует уточнения
- Альпин II, король пиктов (775—780).
- Аннон Веронский, святой епископ Веронский.
- Идигянь, каган уйгурского каганата (759—780).
- Как-Укалав-Чан-Чак, правитель Саальского царства со столицей в Наранхо.
- Мелла из Доир-Мелле, настоятельница монастыря в Доир-Мелле, святая.
- Аль-Муфаддаль ад-Дабби, арабский филолог, представитель куфийской школы грамматики.
- Эугейн ап Думнагуал, предположительно правитель Альт Клуита (760—780).